# Лафибер, Уолтер
Уо́лтер Фредери́к Лафи́бер (англ. Walter Frederick LaFeber, р. 30 августа 1933 года, Валкертон, Индиана — 9 марта 2021) — американский историк, советолог. Специалист по истории СССР, России, советско-американским отношениям, истории холодной войны и международным отношениям США. Один из ведущих представителей школы ревизионизма в США.

## Биография
Уолтер Лафибер родился в семье бакалейщика, с восьми лет работал в магазине отца. Именно отец поддержал его в получении высшего образования.
Окончил среднюю школу в 1951 году. В 1955 году Лафибер получил степень бакалавра в Ганноверском колледже, а через год уже имел степень магистра в Стэнфордском университете.
В 1959 году получил степень доктора философии в Висконсинcком университете.

## Карьера
В 1959 году Уолтер Лафибер начал свою карьеру в роли преподавателя Корнеллского университета, а с 1968 по 2002 год являлся профессором этого же высшего учебного заведения.
В 1994 году стал сотрудником Stephen Weiss Presidential Teaching Fellow (англ.)
В 2002 году Лафибера назвали заслуженным профессором университета the Andrew Tisch and James Tisch University (англ).
Уолтер Лафибер является бывшим президентом Общества историков американских отношений (the Society for Historians of American Foreign Relations); сотрудник Guggenheim Fellow (англ.), а также член Академии наук и искусства, входит в многочисленные научные редакционные коллегии журналов: Political Science Quartely, World Politics, International History Review, Diplomatic History, Journal of American History; член Консультативного комитета исторического отдела Государственного Департамента (the Advisory Committee to the Historical Division of the Department of State). Он автор и соавтор около 20 книг, десятки его статей опубликованы в газетах: The New York Times, The Boston Globe, Newsday (англ.).
В конце весны 2006 года Уолтер Лафибер провел заключительную лекцию после сорокашестилетнего преподавания в Корнеллском университете (Нью-Йорк).

## Научная деятельность
Главной темой в научной деятельности Лафибера стало изучение истории американских отношений.
Автора прославили написанные им работы. Книга «The New Empire: An Interpretation of American Expansion, 1860-1898»(1963, 1998) получила престижную награду Albert J.Beveridge Prize of American Historical Association(англ.)
 Произведение « Invetitable Revolutions: The United States in Central America» (1984, 1992) было удостоено наградой the Gustavus Meyers Prize (англ.). Книгу Уолтера Лафибера «The Clash: US-Japanese Relations Throughout History» (1984, 1992) отметили наградами the Bancroft Prize in American History и the Hawley Prize of the Organization of American Historians (англ.)
Лафибер исследовал эффект современных спортивных состязаний и коммуникаций в своей работе «Michael Jordan and the New Global Capitalism» (1999, 2000), анализировавшей повышение популярности баскетбола, Майкла Джордана, кабельных спутниковых сетей и их отношения к глобализации.

## Критика сторонников
Во время преподавания в университете Уолтера Лафибера любили и уважали не только коллеги, но и студенты. Его курсы и семинары привлекали внимание несколько сотен зрителей. Лафибер известен своей теплотой и легкостью. Часто он воздерживался от официальных лекций и привлекал разговорный стиль, который включал в себя много драмы и юмора. Таким способом трудный учебный материал быстро усваивался студентами и заинтересовывал их все больше и больше.

## Личная жизнь
Уолтер Лафибер женат на Сандре Лафибер. Недавно супружеская пара отметила золотую свадьбу (пятидесятилетие семейной жизни). Уолтер и Сандра вырастили двоих детей, Скотта и Сюзанну. Дети Лафибера подарили прекрасных внуков, Тревора и Мэтт.

## Работы Уолтера Лафибера
На английском языке
- The New Empire; An Interpretation of American Expansion. 1860—1898 (1963);
- The Panama Canal; The Crisis in Historical Perspective (1978);
- America, Russia, and the Cold War, 1945—2002. — NY.: McGraw-Hill Education, 2002. — 512 p. — ISBN 0-07-284903-7 (0-07-284903-7); выдержала несколько изданий, начиная с 1966 года.
- The American Search for Opportunity, 1865—1913 (1993).
- The Clash; US-Japanese Relations Throughout History (1997).
- New Empire : An Interpretation of American Expansion, 1860—1898. — NY.: Cornell University Press, 2000. — 457 p. — ISBN 0-8014-8595-9 (0-8014-8595-9).
- The American Age: U. S. Foreign Policy at Home and Abroad, from 1750 to the Present. — NY.: Norton & Company, Incorporated, W. W., 1994. — 864 p. — ISBN 0-393-96474-4 (0-393-96474-4).; выдержала несколько изданий, начиная с 1989 года.
- Редактор книг: America and the Cold War. 1947—1967 (1969) и America and the Origins of the Cold War (1971).

На русском языке
- Лафибер У. Американская историография внешней политики США // Новая и новейшая история. — 1993. — № 1. — С. 195-204.